# Tungnaárjökull
Ne doit pas être confondu avec Tungnafellsjökull.
Le Tungnaárjökull, toponyme islandais  signifiant littéralement en français « le glacier de la Tungnaá », est un glacier d'Islande qui constitue une langue glaciaire du Vatnajökull, une des plus grandes calottes glaciaires du monde. Ses eaux de fonte donnent naissance à la Tungnaá et la Skaftá.
Il est encadré au nord par le Kerlingar et au sud-est par le Skaftárjökull.